# Public Mobile
Public Mobile est une marque de téléphonie mobile appartenant à Telus qui exerce ses activités dans la région du Grand Toronto et d'Hamilton, dans une partie de la région de Niagara et dans la région métropolitaine de Montréal. La compagnie compte maintenant plus de 280 000 abonnés.
Public Mobile faisait partie des nouveaux fournisseurs de téléphonie mobile à avoir lancé leurs services en 2010 au Canada. La compagnie faisait appel au réseau CDMA, mais à la suite de son achat par Telus, elle fera la transition vers le réseau HSPA+ de cette dernière. Aussi, avant le 20 décembre 2013, Public Mobile offrait des services financiers limités sous la marque Public Services Monétaires. 
Public Mobile a conclu un partenariat avec Bell Mobilité et Telus Mobilité afin d’offrir un service d’itinérance au Canada. Un partenariat de même nature avec Sprint Nextel lui permet  également d’offrir le service d’itinérance aux États-Unis. D'après Alek Krstajjic, la stratégie de développement  de Public Mobile consiste à cibler les clients à « faible revenu et soucieux de la valeur de l’argent ». 

## Historique

### 2008: Vente de spectres
Public Mobile a payé 52 millions de dollars pour le spectre « bande G » PCS lors de la vente de spectres par Industrie Canada en 2008. Elle est la seule compagnie au monde à déployer ce spectre. 
Les autres participants de la vente du spectre de 2008 incluaient Wind Mobile et Mobilicity.  Ils ont acheté différents spectres de services avancés sans fil pour leur réseau respectif dans le sud de l’Ontario tandis que Vidéotron a acheté des services avancés sans fil pour offrir ses services dans la province de Québec. 

### 2010: Lancement
Public Mobile a ouvert des magasins le 18 mars 2010 à Montréal et Toronto. Le réseau a été déployé le 26 mai 2010 à Toronto et le 25 juin 2010 à Montréal. 

### 2011: Téléphones intelligents Android et réseau 3G (2011)
Vers la fin 2011, Public Mobile a introduit sur le marché deux téléphones intelligents Android, ainsi que le réseau 3G. Ceci inclut le téléphone MAX et le ZTE N762 de Public Mobile.
En décembre 2011, la présence de Public Mobile dans les magasins de vente au détail s’accentue avec son entrée chez Walmart Canada et Zellers. Durant ce mois, on introduit également les services d’itinérance aux États-Unis, qui passent par le réseau 3G de Sprint Nextel.  Les tarifs de ce service sont les mêmes que pour l’itinérance au Canada. 

### 2012: Super Bowl, hausse de prix, Siren Musique et ventes après-Noël (2012)
Pendant la saison du Super Bowl, Public Mobile a acheté du temps d’antenne au Canada pour sa campagne « Pierre-Yves et Lucie capotent ». Le 7 février 2012, Reuters a rapporté que Public Mobile avait maintenant 199 000 abonnés. En février dernier, Public Mobile a également augmenté de 4 $ par mois son forfait d’appels illimités le moins dispendieux. En août, Public Mobile a lancé Siren Musique, un service de musique illimitée pour ses téléphones intelligents Android.  Tel que vu chez son compétiteur Mobilicity, Public Mobile débuta ses ventes après-Noël avant la journée de Noël afin d'essayer de mieux finir l'an 2012. L'offre offrait un rabais de 10 $ par mois sur deux des trois forfaits pour téléphones simples, des rabais additionnels sur les forfaits pour téléphones Android, et de nombreux rabais sur les prix de tous les téléphones. Les rabais pour forfaits sont valables pour 20 mois consécutifs par activation.  Enfin, Public a sorti le UMX Companion avant la fin de l'année.  Il s'agit d'un téléphone simple avec de grandes touches, avec des caractères à grande taille sur celles-ci et sur l'écran.  Il est conçu pour les aînés, les gens avec une faible vue ou encore ceux qui veulent seulement utiliser le téléphone pour les appels.

### 2013-présent: Quelques promotions
La vente d'après-Noël de Public Mobile cessa dès l'arrivée de 2013, mais le fournisseur continue d'offrir des rabais temporaires sur certains forfaits.

## Réseau

### Avant mai 2014
Le réseau Public Mobile fait appel à la technologie CDMA2000 1xRTT, laquelle permet d’offrir le service pour les appels, le service de messagerie SMS et l’accès mobile à Internet. Cette technologie emploie la « bande G », un spectre couplé 5 + 5 MHz de la gamme des 1 910-1 915 MHz et des 1 990-1 995 MHz faisant partie du spectre du service de communications personnelles (SCP) déployé en Amérique du Nord par la plupart des grands opérateurs depuis le début des années 1990. Cependant, Public Mobile est le seul fournisseur offrant un service déployé dans la bande G des SCP. Ces fréquences ont les mêmes caractéristiques opérationnelles que toutes les autres bandes SCP. Aux États-Unis, le spectre de la bande G SCP est détenu par Sprint (qui a pu se l’approprier à la suite de l'acquisition de Nextel) dans quelques marchés. En octobre 2011, l’entreprise a annoncé qu’elle utiliserait ce spectre pour déployer son réseau LTE dans les années à venir. 
Le spectre acheté par Public Mobile couvre le sud de l'Ontario ainsi que le Québec, ce qui représente une population d'environ 19 millions de personnes. Le fournisseur offre actuellement une couverture allant d'Oshawa jusqu'à Burlington dans la région du Grand Toronto en passant par la ville de Hamilton, le corridor QEW/420 (et ses environs), la région de Niagara ainsi que Montréal et ses banlieues. En juin 2012, Public Mobile a fait une mise à jour de la nouvelle carte de couverture sur son site Internet indiquant son intention d'ajouter d’autres endroits dans la région de Niagara et le nord-ouest de Toronto pointant vers mais sans inclure Barrie. La zone de couverture a été mise en service en août 2012, avec l’ouverture d’un nouveau magasin à Ste-Catharines. 
Lors du lancement le 22 mars 2010, Public Mobile a annoncé que plusieurs villes de l’Ontario seraient bientôt couvertes, dont Windsor, Sarnia, Chatham-Kent, London, la région de Niagara, la Municipalité régionale de Waterloo, Barrie, Peterborough, Kingston et Ottawa, ainsi que les autoroutes reliant ces villes et les villages des environs. Toutefois, ces régions n'ont toujours pas de couverture, et bien que la région de Niagara fut planifiée pour 2011, elle a été repoussée à 2012. Depuis août 2012, les villes de St Catharines, Lincoln, Grimsby, Niagara-on-the-Lake et Niagara Falls sont en partie desservies. À l’heure actuelle, seule Niagara-on-the-Lake apparaît comme une région à couvrir dans la région de Niagara, privant toute la moitié inférieure de la région.

### Dès mai 2014
Public Mobile utilisera le réseau HSPA+ de Telus Mobilité dès le mois de mai en 2014.

## Appareils
Public Mobile était le seul fournisseur au monde à déployer la technologie AMRC (CDMA2000) dans la bande G PCS.  Ainsi, seuls les appareils de la compagnie sont acceptés sur son réseau. Celle-ci offrait une gamme diversifiée d’appareils, des téléphones à simple pavé numérique ou à clapet (FLIP) aux téléphones à claviers QWERTY et aux téléphones intelligents Android. À l’heure actuelle, Public Mobile ne vend pas de modems mobiles à haut débit et l’utilisation d’un modem attaché n’est pas autorisée sur ses téléphones intelligents. 
Dès le mois de mai en 2014, les appareils AMRC seront inutilisables chez Public Mobile car l'opérateur utilisera plutôt le réseau HSPA+ de Telus. 

### Téléphones simples
Plusieurs téléphones simples furent offerts par Public Mobile :
- le Kyocera Tomo (à rabat, sans appareil photo)
- le Kyocera G2go
- le Public Mobile BUZZ (clavier QWERTY)
- le Samsung R312
- le UMX Companion (téléphone blanc à pavé avec grande écriture)
- le UMX FLIP (offert en noir, blanc, rouge ou bleu)
- le ZTE C70
- le ZTE C76 (bar)
- le ZTE E520 (téléphone à pavé)
- le ZTE F451 (clavier QWERTY)

Le modèle Samsung R312 a été arrêté en raison de l’incompatibilité avec les services d’itinérance.  Les clients ayant acheté ce modèle ont reçu un rabais applicable lors de l’achat d’un autre appareil.
À compter du mois de mai en 2014, Public Mobile n'offrira que l'Alcatel A392A comme téléphone simple à rabat.

### Téléphones intelligents
Public Mobile offrait plusieurs téléphones intelligents Android:
- le Kyocera Rise (Android 4.0, écran tactile et clavier QWERTY)
- UMX MXE-670 – vendu sous l’appellation Public Mobile MAX (Android 2.3)
- le ZTE N762 (Android 2.3)
- le ZTE N860 Warp (Android 2.3)

Le Public Mobile MAX fut le premier appareil du fournisseur à être équipé d’un  appareil photo à l’avant, alors que le ZTE N860 Warp est le premier appareil du fournisseur à être muni d’un écran de 4,3 pouces et d’un processeur ARMv7. 
À compter du mois de mai en 2014, Public Mobile n'offrira que le Motorola Moto G et le Samsung Galaxy Ace II X comme téléphones intelligents.  Dès ce mois, les appareils Android achetés auparavant pourront uniquement connecter aux réseaux sans fil Wi-Fi, et non au réseau cellulaire de Public Mobile. 

## Services
Public Mobile offre des services de voix, de messagerie (SMS et MMS) et d’Internet mobile sur son réseau propriétaire, ainsi que des options d'itinérance pour l’ensemble du Canada et des États-Unis.
Les forfaits voix pour les téléphones simples sont incompatibles avec les téléphones intelligents Android, et inversement. L'afficheur, la messagerie vocale, les interurbains et les autres fonctions peuvent être ajoutés à la carte, peu importe le forfait, à moins d’être déjà inclus dans les forfaits plus coûteux. 

### Forfaits voix
Il existe présentement trois forfaits voix pour les téléphones simples de Public Mobile. Le forfait le plus simple comprend les appels illimités dans la province, sans messagerie, accès à Internet ou fonctions d'appel.

### Forfaits Android
Public Mobile offre actuellement trois forfaits mensuels Android. Le forfait le plus simple comprend les appels illimités partout dans la province, la messagerie SMS internationale gratuite pour les textos envoyés et reçus, ainsi que l'accès Internet 3G illimité sur le téléphone Android, sans fonctions d'appel. Public Mobile interdit l'utilisation des téléphones Android en tant que modem attaché.
À la suite de l'achat par Telus, des limites se sont imposées sur l'utilisation mensuelle des données anciennement illimitées.

### Itinérance
Telus Mobilité fournit les services d’itinérance pour Public Mobile depuis mars  2011, et Bell Mobilité est un partenaire d'itinérance depuis septembre de cette même année. Bell et Telus font appel à une technologie identique au réseau CDMA, mais sur une bande de fréquence différente et avec une zone de couverture desservant 93 % des Canadiens. Lorsque les clients de Public Mobile utilisent le réseau Telus Mobilité, ils doivent payer 15 ¢ pour chaque SMS envoyé et chaque minute d'un appel fait ou reçu. Les SMS reçus, ainsi que les appels au service à la clientèle, demeurent gratuits. Public Mobile n’a pas d’entente d’itinérance avec SaskTel ou avec MTS Mobilité et ne peut donc pas offrir de service en Saskatchewan ou au Manitoba, à l’exception de Winnipeg, où Telus offre une couverture.
Le service d’itinérance aux États-Unis est fourni par le réseau CDMA de Sprint Nextel. Les tarifs d’itinérance sont les mêmes aux États-Unis qu’au Canada.

### Interurbains
Public Mobile offre des forfaits d’interurbains pour le Canada, les États-Unis et les pays outre-mer. Certains téléphones de base et forfaits Android incluent déjà les appels interurbains vers quelques pays. 

## Controverse

### Construction de la tour de Châteauguay
La ville de Châteauguay, une banlieue de Montréal, a publié un communiqué de presse pour condamner Public Mobile et Rogers Sans Fil pour leurs pratiques dans la construction d’une tour. La mairesse de la ville, Nathalie Simon, a déclaré : « Ça n’a aucun sens qu’une entreprise puisse impunément s’installer où elle le veut, quand elle le veut, sur le territoire d’une ville sans que celle-ci n’ait un mot à dire. On ne peut plus tolérer ces pieds de nez corporatifs qui sont faits de plus en plus systématiquement à nos citoyens et à nos communautés. » Elle demande au Ministre des affaires municipales, des Régions et de l’Occupation du territoire, Laurent Lessard, de s’assurer que les municipalités du Québec soient véritablement impliquées dès le début dans le processus décisionnel de l’implantation de tours de télécommunications sur leur territoire.  
Daigneault, Sylvain (2011-11-22). « La ville de Châteauguay condamne les pratiques de Public Mobile et Rogers Communications Inc. et fait appel au Ministre des affaires municipales pour réagir et lancer un débat. »

## Présence dans le secteur de la vente au détail
Public Mobile détient ses propres magasins. En plus, des détaillants tiers vendent des produits Public Mobile : Gateway Newstands, Loblaws Companies et Walmart Canada. Le paiement en magasin est offert à la fois chez Public Mobile et Gateway Newstands.